# Disphragis
Disphragis là một chi bướm đêm thuộc họ Notodontidae.

## Hình ảnh

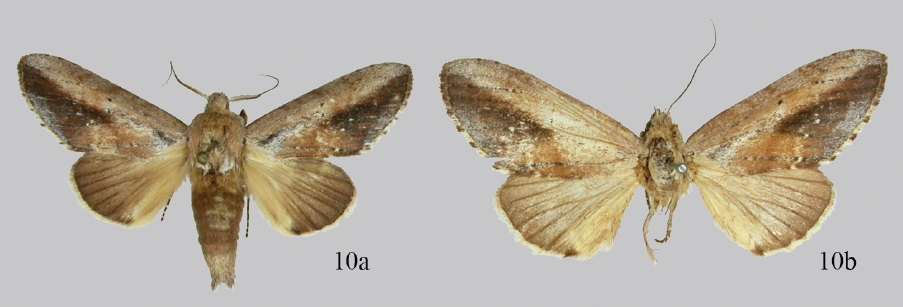
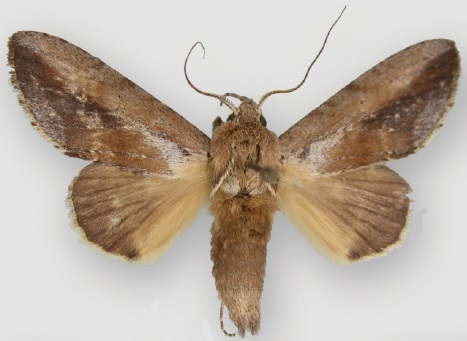
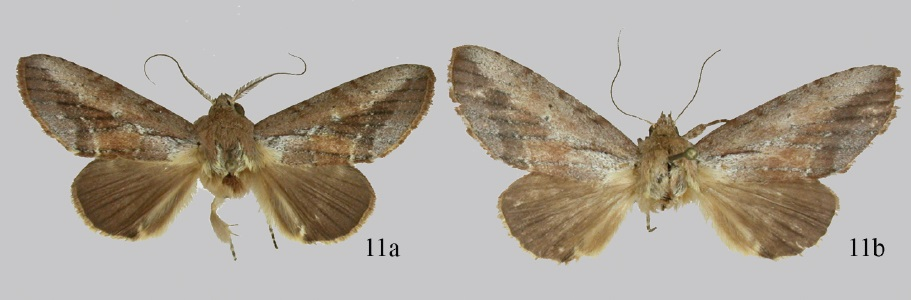
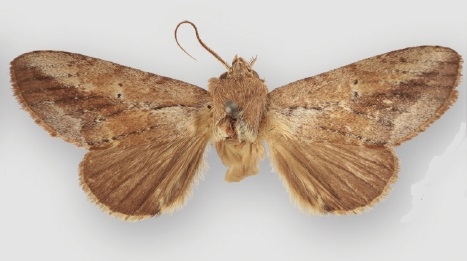

## Các loài
- Disphragis captiosa Draudt, 1932
- Disphragis cubana  (Grote, 1865)
- Disphragis delira  (Schaus, 1905)
- Disphragis tharis  (Stoll, 1780)